# Bulldogs de Gonzaga
Les Bulldogs de Gonzaga (en anglais : Gonzaga Bulldogs) sont un club omnisports universitaire de l'université Gonzaga à Spokane dans l'État de Washington.
Les équipes de Gonzaga participent aux compétitions universitaires organisées par la National Collegiate Athletic Association, au sein de la division West Coast Conference.
De nombreux sports sont pratiqués :
- Équipes masculines et féminines en : aviron, basket-ball, cross country, football (soccer), golf et tennis.
- Équipes unisexe pour le volley-ball (féminines) et baseball (masculines).

## Basket-ball
L'équipe de basket-ball masculin est la section qui remporte le plus de succès. Bien que n'évoluant pas dans l'une des conférences les plus réputées, les Bulldogs sont considérés comme faisant partie des équipes majeures du basket-ball universitaire américain.
Parmi les joueurs ayant évolué avec les Bulldogs, le plus connu (et de loin) est John Stockton, ancien All-Star du Jazz de l'Utah et un des meilleurs meneurs de l'histoire de la NBA entre 1984 et 2003.
Plus récemment, le Français Ronny Turiaf a également porté les couleurs des Bulldogs avant d'être choisi lors de la draft de la NBA par les Lakers de Los Angeles. Les Minneapolis Lakers avaient déjà, en 1960, recruté au sein de Gonzaga le 1er Français par une équipe de NBA, en l’occurrence Jean-Claude Lefebvre. Ce dernier ne joua aucun match officiel.
L'impact que John Stockton laissa fut si fort que lors de sa longue carrière avec le Jazz de l'Utah, Dan Dickau, meneur de petite taille comme ce dernier, lui fut souvent comparé. Dan Dickau effectua en effet un travail admirable avec les Bulldogs mais, malgré son succès universitaire, il ne connut jamais la réussite en NBA.
Lors de la saison 2020-2021, les Bulldogs remportent 31 de leurs 32 matches, leur seule défaite arrivant en finale du tournoi universitaire en 2021 face aux Bears de Baylor.
En basket-ball féminin, Gonzaga a formé Courtney Vandersloot et Sonja Greinacher.